# Giustiniano Participazio
Giustiniano Participazio (Latin Iustinianus Particiacus) var den elfte dogen av Venedig. Han var son till Agnello Participazio.
Den bysantinske kejsaren Mikael II erbjöd militärt stöd till Venedig mot att venetianska soldater följde med på en bysantinsk expedition till Sicilien, som då styrdes av de muslimska aglabiderna. Den lyckade expeditionen ökade Venedigs prestige.
Giustinianos korta tid på tronen präglades framförallt av byggandet av en kyrka till ära av stadens skyddshelgon Sankt Markus. Enligt traditionen ska Giustiniano till och med ha skickat två köpmän till helgonets grav i Alexandria, Egypten för att stjäla kroppen och ta med den till Venedig. Berättelsen fortsätter sedan med att köpmännen ska ha lyckats gömma kroppen i en kista under en massa fläsk, och sedan tagit den till Venedig. Om det är sant vet man inte, men Sankt Markus kropp ligger än idag i denna kyrka i Venedig.
Eftersom den åldrade Giustiniano inte hade några söner med sin fru kallade han tillbaka sin yngre bror Giovanni, som hade tvingats i exil av Giustiniano några år tidigare, från Konstantinopel för att ta över som doge och fortsätta byggandet av kyrkan. Bara ett knappt år senare dog Giustiniano, och Giovanni blev då ny doge.